# Joshua Waller
Joshua „Josh“ Waller (* 2. Juni 1999 in Reading, England) ist ein britischer Eishockeyspieler, der seit 2021 bei den Cardiff Devils in der Elite Ice Hockey League unter Vertrag steht.

## Karriere
Joshua Waller begann seine Karriere als Eishockeyspieler bei den Guildford Firestars in der englischen U16-Liga. 2012 wechselte er nach Bracknell, wo er in verschiedenen Nachwuchsmannschaften spielte und 2014 mit den Bracknell Drones englischer U18-Meister wurde. In der Spielzeit 2015/16 kam er auch zu einem Einsatz für die Bracknell Bees in der English Premier Ice Hockey League. Anschließend zog es ihn nach Tschechien, wo er in den dortigen U18- und U20-Ligen aktiv war. 2019 kehrte er nach England zurück und spielte für die Guildford Flames in der britischen Elite Ice Hockey League. Nachdem er die Saison 2020/21 beim Nittorps IK in der viertklassigen schwedischen Hockeytvåan begonnen hatte, ging er 2021 in die Elite Ice Hockey League zurück und beendete die Serie bei den Sheffield Steelers. Seit 2021 spielt er für den Ligarivalen Cardiff Devils. Mit den Walisern gewann er 2022 die Playoffs der Elite Ice Hockey League und wurde damit Britischer Meister. Ein Jahr später wurde er als bester junger Spieler der Liga ausgezeichnet.

### International
Bereits im Juniorenalter spielte Waller für Großbritannien international. Er nahm an der U18-Weltmeisterschaft 2017 sowie den U20-Weltmeisterschaften 2018 und 2019, als er gemeinsam mit seinen Landsleuten Liam Kirk und Jordan Buesa Torschützenkönig und hinter Kirk auch zweitbester Scorer des Turniers wurde, jeweils in der Division II teil.
Waller spielte erstmals bei der Weltmeisterschaft 2022 für die britischen Herren, die in diesem Jahr aus der Top-Division in die Division I abstiegen. So spielte er 2023 in der Division I und erreichte mit den Briten den sofortigen Wiederaufstieg.

## Erfolge und Auszeichnungen
- 2014 Englischer U18-Meister mit den Bracknell Drones
- 2022 Playoff-Sieger der Elite Ice Hockey League und Britischer Meister mit den Cardiff Devils
- 2023 Junger britischer Spieler des Jahres der Elite Ice Hockey League

### International
- 2019 Torschützenkönig der U20-Weltmeisterschaft der Division II, Gruppe A
- 2023 Aufstieg in die Top-Division bei der Weltmeisterschaft der Division I, Gruppe A

## Statistik
(Stand: Ende der Saison 2022/23)